# Lorenzo Focolari
Lorenzo Focolari (Roma, 1918 – Pozzaglia Sabina, 2004) è stato un giornalista e politico italiano.

## Biografia
Discendente di una famiglia notabile della Sabina, fu Direttore del quotidiano del PSDI L'Umanità e più volte sindaco di Pozzaglia Sabina .